# ديرك فان دن بيرغ
ديرك فان دن بيرغ (بالألمانية: Dirk van den Berg)‏ (و. 1966 – م) هو ممثل، ومخرج سينمائي، ومنتج أفلام، وكاتب سيناريو، من ألمانيا، ولد في هيلدن.

## وصلات خارجية
- ديرك فان دن بيرغ على موقع IMDb (الإنجليزية)
- ديرك فان دن بيرغ على موقع ألو سيني (الفرنسية)
- ديرك فان دن بيرغ على موقع أول موفي (الإنجليزية)
- ديرك فان دن بيرغ على موقع قاعدة بيانات الفيلم (الإنجليزية)
- ديرك فان دن بيرغ على موقع كينوبويسك (الروسية)